# Csanádi Pál
Csanádi Pál, olykor Tasnádi Pál néven (Kolozsvár, 1572. – Kolozsvár, 1636. december 5.) unitárius lelkész, erdélyi magyar unitárius püspök 1632-től haláláig, igazgató-tanár.

## Élete
Erszénykötő mester apja Temesvár környékéről került Kolozsvárra. Az apa halála után a fiút Csanádi Ferenc kolozsvári polgár fogadta örökbe, és az unitárius iskolában taníttatta. 1595–1597. novemberéig torockói rektor, 1598 végén ótordai iskolaigazgató lett, de 1599 októberében vagy novemberében Vitéz Mihály pusztító hadai elől Kolozsvárra menekült; ekkor az ottani kollégium tanára s a konvent requisitora lett, és Bod Péter szerint „az unitárius vallásnak szeme, szíve, szája.” 
1603–1608 között külföldön tanult, és Itáliában szerzett orvosi diplomát. Elismert orvosként a korabeli erdélyi hatalmasságok hívták magukhoz gyógyítani, például 1621-ben Meggyesfalvára vitték Angyalosi János ítélőmesterhez, 1629-ben Bethlen Gábor hívatta, 1631-ben I. Rákóczi György fejedelem kérette Ferenc nevű legkisebbik fiához. 
1632. szeptember 1-jén a dicsőszentmártoni zsinaton az unitárius egyház püspökévé választották; ezt a tisztséget haláláig betöltötte. Sírja a házsongárdi temetőben található; sírkövére nem a papi hivatást jelképező könyvet, hanem az orvosi és a bölcseleti tudományok szimbólumát, az Aesculapius-botot és a csészéből fellobbanó lángot tartó alakot faragták.
Segesvári Bálint naplója szerint „nagy őszibe elegyedett kis ember, nagy hirtelen haragú száraz ember, bölcs okos medicus, igen gyorsan járó” volt.

## Munkái
- Amaz fi. Mathe Evang. 28 Részben való igéknek: Kereszteljetek Atyának slb. Sz: írás szerint való igaz magyarázatja, melyet a Ngos Bethlen Istvánnak, Urunk O Nga Tanátsának, Hunyad Vármegye Ispánjának és Huszt Vára Fő Kapitányának kévánságára a Bibliából szedegetett Kolosvári Csanádi Pál Hazájának Oskolájának Mestere. A. Christi 1615. 28 xbr. Kézirat. (Erre írta aztán Tályai Anatome Samosatenianismi című munkáját. 1618. szeptember 19-én a gyulafehérvári templomban Bethlen Gábor fejedelem, a főrendek és udvari nép előtt történt vallási vitában alkalmával Krisztust csinált Istennek mondotta; ezért a fejedelem neheztelését vonta magára.)
- Colloquium inter Paulum Csenadium Samosatenianum Rectorem Scholae Claudiopolitanae, et Stephanum Geleinum Orthodoxum Collegii Albensis Rectorem praesente Illustrissimo Principe Gabriele cum Augustissimo suo Comitatu, publice in minori Templo Albae Juliae institulum. Anno 1618 Die 28 Augusti
- Argumentorum de Doctrina Triadis solutio. Per Clarissimum Virum Dominum Paulum Tsenadium Rectorem Scholae Claudiopolitanae tradita. A. 1620
- Leges Scholae Claudiopolitanae concinnavit, ac Senior e median te Nicolao Beke Köpeczi Anno 1626 publicavit
- Peoreoly melliel amaz Szent Mathe evangeliomanak XXVIIIdik reszében való igek feleoll; tudniillik: Keresztelhetek Atyafiak, Fiúnak es fient Leieknek neweben: [stb.j Kézirat.
- Explicationes, simul & refutationes argumentorum, qua' ex Veteris el Novi Testamenti locis, pro confirmando Trinitatis dogmate, ab Adversary's adferri solent. A Clarissfimjo viro d[om]ino Paulo Czenadio, Medicina ac Philosophia Doctore; nec non Rectore scholae Patria' Sua Claudiopolitana' tradita' Anno dfomijni 1626 die 19 Augusti; kézirat